# El mono Congo
El peno, según la mitología talamanqueña, el mundo estaba en oscuridad, todos los animales tenían forma humana: el murciélago, el venado, la danta, el saíno, el pizote, el armadillo, el tigre, etc. El mono Congo era uno de ellos, hombre corpulento que tenía un caracol cuyo sonido era muy desafinado. 
Un día, oyó el sonido de un caracol muy hermoso. Entonces, fue a ver quién era y vio a un tigre. En ese momento, al mono se le ocurrió la idea de robarle el caracol al tigre utilizando unas jícaras, y de esta manera, ya estando el tigre amarrado, poderle quitar el caracol y salir corriendo. De esta forma, queda en la creencia que por esto el tigre grita tan feo, y el Congo tan lindo.